# Louis Verreydt
Louis Verreydt (né le 25 novembre 1950 à Noorderwijk et mort le 13 août 1977 à Herentals) est un coureur cycliste belge. 

## Biographie
Il est notamment champion du monde de contre-la-montre par équipes en 1971 avec Gustaaf Van Cauter, Gustaaf Hermans et Ludo Van Der Linden. Avec Ludo Delcroix, Gustaaf Hermans et Gustaaf Van Cauter, il prend la quatrième place du contre-la-montre par équipes des Jeux olympiques de 1972. Il est ensuite professionnel de septembre 1972 à 1975. Il meurt d'une crise cardiaque le 13 août 1977

## Palmarès

### Palmarès amateur
- 1971
  -  Champion du monde de contre-la-montre par équipes
  - Paris-Roubaix amateurs
  - 7eb étape du Tour de Belgique amateurs
  - 10e étape du Tour d'Algérie
  - Coupe Marcel Indekeu
  - Tour de Sebnitz
  - 2e de la Flèche ardennaise
  - 2e du Tour de Belgique amateurs
  - 3e du Tour des Flandres amateurs
- 1972
  - 3eb étape du GP Tell
  - Heistse Pijl
  - 2e du championnat de Belgique sur route amateurs
  - 2e de la Flèche ardennaise
  - 2e du Paris-Roubaix amateurs
  - 3e de Courtrai-Gammerages
  - 3e du Circuit des régions flamandes
  - 4e du contre-la-montre par équipes des Jeux olympiques

### Palmarès professionnel
| - 1972 - 3e du Tour du Nord - 1973 - Le Samyn - 2e du Grand Prix de l'Escaut - 5e du Grand Prix des Nations | - 1974 - À travers la Belgique - 1975 - 3e du Circuit des bords flamands de l'Escaut - 3e du Grand Prix Betekom - 3e de la Flèche halloise |

### Résultats sur les grands tours

#### Tour d'Espagne
2 participations
- 1974 : non-partant (12e étape)
- 1975 : hors délais (6e étape)